# Tilly and the Morman Missionary
Tilly and the Morman Missionary è un cortometraggio muto del 1911 diretto da Lewin Fitzhamon.

## Trama
Tilly e Sally, travestite da zingare, sono inseguite da uno zio e da un missionario mormone.

## Produzione
Il film fu prodotto dalla Hepworth.

## Distribuzione
Distribuito dalla Hepworth, il film - un cortometraggio di 168 metri - uscì nelle sale cinematografiche britanniche nell'agosto 1911.
Si conoscono pochi dati del film che, prodotto dalla Hepworth, fu distrutto nel 1924 dallo stesso produttore, Cecil M. Hepworth. Fallito, in gravissime difficoltà finanziarie, il produttore pensò in questo modo di poter almeno recuperare il nitrato d'argento della pellicola.